# Carrollton, Teksas
Carrollton je grad u američkoj saveznoj državi Teksas. Prema popisu stanovništva iz 2010. u njemu je živjelo 119.097 stanovnika.